# Campionati argentini di ciclismo su strada
I campionati argentini di ciclismo su strada sono la manifestazione annuale di ciclismo su strada che assegna il titolo di Campione d'Argentina. I vincitori nelle due specialità in linea e a cronometro hanno il diritto di indossare per un anno la maglia di campione argentino, come accade per il campione mondiale, nella gare della relativa specialità.

## Albo d'oro

### Titoli maschili
Aggiornato all'edizione 2023.
| Anno | Vincitore                             | Secondo                               | Terzo                                 |
| ---- | ------------------------------------- | ------------------------------------- | ------------------------------------- |
| 2000 | Gabriel Curuchet                      | Adrian Gariboldi                      | Andrés Palavecino                     |
| 2001 | Guillermo Brunetta                    | Edgardo Simón                         | Gastón Corsaro                        |
| 2002 | Luis Moyano                           | Daniel Capella                        | Juan Alves                            |
| 2003 | Javier Gómez                          | Oswaldo Frossasco                     | Juan Aguirre                          |
| 2004 | Ángel Darío Colla                     | Mario Giménez                         | Pedro Prieto                          |
| 2005 | Gustavo Toledo                        | Aníbal Borrajo                        | César Sigura                          |
| 2006 | Armando Borrajo                       | César Sigura                          | Gastón Corsaro                        |
| 2007 | Raúl Turano                           | Alejandro Borrajo                     | Gerardo Fernández                     |
| 2008 | Gerardo Fernández                     | Claudio Flores                        | Edgardo Simón                         |
| 2009 | Facundo Bazzi                         | Ricardo Escuela                       | Pablo Brun                            |
| 2010 | Jorge Pi                              | Leandro Messineo                      | Pedro González                        |
| 2011 | Emanuel Saldaño                       | Luciano Montivero                     | Juan Manuel Aguirre                   |
| 2012 | Juan Pablo Dotti                      | Darío Díaz                            | Ricardo Escuela                       |
| 2013 | Gabriel Juárez                        | Franco Lopardo                        | Juan Melivilo                         |
| 2014 | Daniel Díaz                           | Jorge Giacinti                        | Gabriel Juárez                        |
| 2015 | Daniel Juárez                         | Lionel Biondo                         | Maximiliano Navarrete                 |
| 2016 | Mauro Abel Richeze                    | Adrián Richeze                        | Julián Gaday                          |
| 2017 | Gonzalo Najar                         | Gabriel Richard                       | Juan Melivilo                         |
| 2018 | Rubén Ramos                           | Jorge Giacinti                        | Lucas Gaday                           |
| 2019 | Maximiliano Richeze                   | Nicolas Naranjo                       | Hector Lucero                         |
| 2020 | annullata per la pandemia di COVID-19 | annullata per la pandemia di COVID-19 | annullata per la pandemia di COVID-19 |
| 2021 | Pablo Brun                            | Sergio Fredes                         | Nicolás Naranjo                       |
| 2022 | Emiliano Contreras                    | Lucas Gaday                           | Nicolás Tivani                        |
| 2023 | Alejandro Durán Sergio Fredes         | Leonardo Cobarrubia                   | Juan Pablo Dotti                      |
| 2024 | Daniel Juárez                         | Leandro Velardez                      | Diego Valenzuela                      |
| 2025 | Leonardo Cobarrubia                   | Nicolás Tivani                        | Omar Salim Azzem                      |

| Anno | Vincitore                             | Secondo                               | Terzo                                 |
| ---- | ------------------------------------- | ------------------------------------- | ------------------------------------- |
| 2000 | Edgardo Simón                         | Javier Gómez                          | Guillermo Brunetta                    |
| 2001 | Edgardo Simón                         | Javier Gómez                          | Gonzalo Salas                         |
| 2002 | Juan Curuchet                         | Oscar Villalobo                       | Pedro Prieto                          |
| 2003 | Guillermo Brunetta                    | Javier Gómez                          | Matías Médici                         |
| 2004 | Guillermo Brunetta                    | Oscar Villalobo                       | Matías Médici                         |
| 2005 | Guillermo Brunetta                    | Oscar Villalobo                       | César Sigura                          |
| 2006 | Matías Médici                         | Oscar Villalobo                       | César Sigura                          |
| 2007 | Guillermo Brunetta                    | Oscar Villalobo                       | Juan Manuel Aguirre                   |
| 2008 | Matías Médici                         | Martín Garrido                        | Jorge Giacinti                        |
| 2009 | Juan Curuchet                         | Matías Médici                         | Pablo Brun                            |
| 2010 | Matías Médici                         | Jorge Giacinti                        | Leandro Messineo                      |
| 2011 | Leandro Messineo                      | Matías Médici                         | Martín Garrido                        |
| 2012 | Ignacio Pereyra                       | Juan Lucero                           | Daniel Zamora                         |
| 2013 | Leandro Messineo                      | Sergio Godoy                          | Cristian Ranquehue                    |
| 2014 | Laureano Rosas                        | Daniel Díaz                           | Jorge Giacinti                        |
| 2015 | Alejandro Durán                       | Matías Médici                         | Juan Lucero                           |
| 2016 | Laureano Rosas                        | Emiliano Ibarra                       | Hugo Velázquez                        |
| 2017 | Mauricio Muller                       | Emiliano Ibarra                       | Juan Melivilo                         |
| 2018 | Emiliano Ibarra                       | Rubén Ramos                           | Alejandro Durán                       |
| 2019 | Juan Pablo Dotti                      | Emiliano Ibarra                       | Alejandro Durán                       |
| 2020 | annullata per la pandemia di COVID-19 | annullata per la pandemia di COVID-19 | annullata per la pandemia di COVID-19 |
| 2021 | Juan Pablo Dotti                      | Alejandro Durán                       | Leonardo Cobarrubia                   |
| 2022 | Alejandro Durán                       | Juan Pablo Dotti                      | Nicolás Tivani                        |
| 2023 | Sergio Fredes                         | Juan Pablo Dotti                      | Leonardo Cobarrubia                   |
| 2024 | Sergio Fredes                         | Leonardo Cobarrubia                   | Diego Valenzuela                      |
| 2025 | Mateo Kalejmann                       | Fausto Gómez                          | Alejandro Durán                       |

### Titoli femminili
Aggiornato all'edizione 2023.
| Anno | Vincitrice                            | Seconda                               | Terza                                 |
| ---- | ------------------------------------- | ------------------------------------- | ------------------------------------- |
| 2000 | Katia Montu                           | Soledad Fernández                     | Valeria Müller                        |
| 2001 | Valeria Pintos                        | Monica Santapa                        | Soledad Fernández                     |
| 2002 | Valeria Pintos                        | Soledad Fernández                     | Jessica Compiano                      |
| 2003 | Jessica Compiano                      | Valeria Pintos                        | María Carla Álvarez                   |
| 2004 | Jessica Compiano                      | Valeria Pintos                        | Soledad Fernández                     |
| 2005 | Paola Toane                           | Ana Paula Ortega                      | Valeria Müller                        |
| 2006 | Valeria Pintos                        | Cristina Greve                        | Patricia Ferreyra                     |
| 2007 | Jessica Compiano                      | Valeria Pintos                        | Soledad Kunze                         |
| 2008 | Daiana Almada                         | Valeria Müller                        | Alejandra Alliegro                    |
| 2009 | María Carla Álvarez                   | Tania Castro                          | Marcela Zárate                        |
| 2010 | Marcela Zárate                        | Graciela Zárate                       | Tania Castro                          |
| 2011 | Estefanía Pilz                        | Alejandra Alliegro                    | Vanesa Solera                         |
| 2012 | Graciela Zárate                       | Dolores Rodríguez                     | Paola Toane                           |
| 2013 | Mariela Delgado                       | Julia Sánchez                         | Cindi Di Natale                       |
| 2014 | Valeria Müller                        | Andrea Arias                          | Julia Sánchez                         |
| 2015 | Julia Sánchez                         | Cristina Greve                        | Alejandra Prezioso                    |
| 2016 | Carla Álvarez                         | Dolores Rodríguez                     | Graciela Zárate                       |
| 2017 | Dolores Rodríguez                     | Mariela Delgado                       | Maribel Aguirre                       |
| 2018 | Maribel Aguirre                       | Xoana Acosta                          | Mercedes Fadiga                       |
| 2019 | Carolina Pérez                        | María Victoria Roca                   | Valeria Müller                        |
| 2020 | annullata per la pandemia di COVID-19 | annullata per la pandemia di COVID-19 | annullata per la pandemia di COVID-19 |
| 2021 | Mercedes Fadiga                       | Maribel Aguirre                       | Sofía Martelli                        |
| 2022 | Maribel Aguirre                       | Sofía Martelli                        | Anabel Ruiz                           |
| 2023 | Micaela Gutiérrez                     | Julieta Benedetti                     | Sofía Martelli                        |
| 2024 | Mercedes Fadiga                       | Eliana Tocha                          | Aracelli Bureaux                      |
| 2025 | Jennifer Francone                     | Sofía Martelli                        | Maribel Aguirre                       |

| Anno | Vincitrice                            | Seconda                               | Terza                                 |
| ---- | ------------------------------------- | ------------------------------------- | ------------------------------------- |
| 2000 | Valeria Müller                        | Monica Santapa                        | Silvia Groch                          |
| 2001 | Valeria Müller                        | Jessica Compiano                      | Valeria Pintos                        |
| 2002 | Valeria Müller                        | Jessica Compiano                      | Valeria Pintos                        |
| 2003 | Jessica Compiano                      | María Carla Álvarez                   | Maria Drojask                         |
| 2004 | Jessica Compiano                      | Valeria Müller                        | María Carla Álvarez                   |
| 2005 | Valeria Müller                        | María Carla Álvarez                   | Jessica Compiano                      |
| 2006 | Monica Santapa                        | Valeria Müller                        | Paola Toane                           |
| 2007 | Jessica Compiano                      | Valeria Müller                        | Paola Toane                           |
| 2008 | Valeria Müller                        | María Carla Álvarez                   | Cristina Greve                        |
| 2009 | Valeria Müller                        | Tania Castro                          | Estefanía Pilz                        |
| 2010 | Valeria Müller                        | Tania Castro                          | Ana Arias                             |
| 2011 | Valeria Müller                        | María Carla Álvarez                   | Talya Aguirre                         |
| 2012 | Valeria Müller                        | Dolores Rodríguez                     | Tania Castro                          |
| 2013 | Inés Gutiérrez                        | Cristina Greve                        | Ana Arias                             |
| 2014 | Valeria Müller                        | María Carla Álvarez                   | Florencia Guzman                      |
| 2015 | Valeria Müller                        | María Carla Álvarez                   | Graciela Zárate                       |
| 2016 | Estefanía Pilz                        | Inés Gutiérrez                        | Valeria Müller                        |
| 2017 | Valeria Müller                        | Fiorella Malaspina                    | Inés Gutiérrez                        |
| 2018 | Estefanía Pilz                        | Fiorella Malaspina                    | Antonela Leonardi                     |
| 2019 | Fiorella Malaspina                    | Valeria Müller                        | Antonela Leonardi                     |
| 2020 | annullata per la pandemia di COVID-19 | annullata per la pandemia di COVID-19 | annullata per la pandemia di COVID-19 |
| 2021 | Fiorella Malaspina                    | Maribel Aguirre                       | Antonella Leonardi                    |
| 2022 | Antonella Leonardi                    | Carolina Pérez                        | María Alejandra Valoris               |
| 2023 | Anabel Yapura                         | Fiorella Malaspina                    | Carolina Pérez                        |
| 2024 | Carolina Maldonado                    | Antonella Leonardi                    | Maria Yanina Acosta                   |
| 2025 | Fiorella Malaspina                    | Maribel Aguirre                       | Jennifer Francone                     |